# Villa de Tamazulapam del Progreso
Villa de Tamazulapam del Progreso là một đô thị thuộc bang Oaxaca, México. Năm 2005, dân số của đô thị này là 6638 người.